# 大连千兆足球俱乐部
大连千兆足球俱乐部是一家已解散的职业足球俱乐部，主场位于中国大连市的金州体育场，解散前参加中国足球协会乙级联赛。

## 历史

### 成立初期
大连博阳足球俱乐部由大连阿尔滨前任总经理赵明阳名下的大连博阳建设工程有限公司于2015年8月20日出资注册成立。随后与即将参加中国足球协会业余联赛大区赛的大连龙卷风足球俱乐部达成协议，若龙卷风获得中乙资格，博阳将收购并注册成为职业球队。龙卷风在2015业余联赛最终排名第5，并获得参加2016中乙联赛的资格。2015年12月28日，大连博阳足球俱乐部收购中国足球协会业余联赛参赛球队大连龙卷风足球俱乐部的资格。在转让资格后，大连龙卷风足球俱乐部另起炉灶。

### 大连博阳
2016年1月，大连龙卷风100%股权全部移交给大连博阳，球队也正式更名为大连博阳足球俱乐部。然而，因为排名不利，大连博阳最终没能获得2016中乙联赛资格 ，却有机会参加2016年中国足协杯，并先后淘汰中乙河北精英、中甲湖南湘涛晋级到第3轮。
2016年10月，大连博阳参加2016业余联赛，在总决赛1/4决赛中淘汰东道主镇江华萨，在晋级四强的同时也获得2017中乙联赛资格。并在11月14日的总决赛中通过点球大战战胜陕西长安竞技，获得2016业余联赛冠军。
2017年4月，大连博阳参加2017中乙联赛，北区预赛阶段排名第9位，在之后的排位赛两回合总比分7-0大胜上海申梵，最终2017年中乙总排名第17位。

### 大连千兆
2017年9月，大连博阳足球俱乐部2000万转让予大连千兆集团。由于中国足协规定，俱乐部暂不能办理股权转让，千兆下赛季只能以冠名形式出现，这样球队就会以大连博阳足球俱乐部大连千兆队的名字征战新赛季中乙。2019赛季改名大连千兆足球俱乐部。2020年2月4日，大连千兆因未按时提交2019年工资奖金确认表，无法获得新赛季联赛参赛资格，之后解散。

## 成绩荣誉
| 赛季 | 联赛 | 联赛 | 联赛 | 联赛 | 联赛 | 联赛 | 联赛 | 联赛   | 联赛 | 联赛 | 足协杯 | 场均观众 | 主场       |
| 赛季 | 等级 | 赛   | 胜   | 平   | 负   | 进球 | 失球 | 净胜球 | 积分 | 位次 | 足协杯 | 场均观众 | 主场       |
| ---- | ---- | ---- | ---- | ---- | ---- | ---- | ---- | ------ | ---- | ---- | ------ | -------- | ---------- |
| 2016 | 4    |      |      |      |      |      |      |        |      | 冠军 | 第三轮 |          |            |
| 2017 | 3    | 24   | 6    | 8    | 10   | 26   | 31   | -5     | 26   | 17   | 第二轮 | 502      | 金州体育场 |
| 2018 | 3    | 28   | 14   | 4    | 10   | 40   | 30   | 10     | 46   | 17   | 第四轮 | 411      | 金州体育场 |
| 2019 | 3    | 30   | 13   | 6    | 11   | 63   | 45   | 18     | 451  | 12   | 第二轮 | 344      | 金州体育场 |

- ^1  当赛季中乙联赛预赛积分。

## 队徽

大连博阳旧队徽 （2015-2016）
大连博阳新队徽 （2017）
大连千兆队徽 （2018-2020）